# Worksop
Worksop è una cittadina di 39 072 abitanti della contea del Nottinghamshire, in Inghilterra.